# Western Professional Hockey League
Die Western Professional Hockey League (Kurzform: WPHL) war eine professionelle mid-level Eishockey Minor League in den USA.
1996 wurde die Liga mit sechs Teams aus den südlichen US-amerikanischen Staaten, hauptsächlich aus Texas, gegründet. Die WPHL erzielte einen so großen Erfolg, dass sie bis zur Saison 1999/00 auf 18 Franchises erweitert wurde. Am Ende der Spielzeit 2000/01 übernahm die Western Professional Hockey League die Central Hockey League, die aber weiterhin unter dem alten Namen fortgesetzt wurde und die Teams der WPHL größtenteils in ihren Spielbetrieb aufnahm.
Der Meister der Liga wurde nach der regulären Saison in den Play-offs ausgespielt und erhielt den President’s Cup, der Tabellenführende nach der regulären Saison wurde mit dem Governor’s Cup ausgezeichnet.

## Teams
| - Abilene Aviators 1998–2000 - Alexandria Warthogs 1998–2000 - Amarillo Rattlers 1996–2001 - Arkansas Glacier Cats 1998–2000 - Austin Ice Bats 1996–2001 - Central Texas Stampede 1996–2001 | - Corpus Christi Ice Rays 1998–2001 - El Paso Buzzards 1996–2001 - Fort Worth Brahmas 1997–2001 - Lake Charles Ice Pirates 1997–2001 - Lubbock Cotton Kings 1999–2001 - Monroe Moccasins 1997–2001 | - New Mexico Scorpions 1996–2001 - Odessa Jackalopes 1997–2001 - San Angelo Outlaws 1997–2001 - Shreveport Mudbugs 1997–2001 - Tupelo T-Rex 1998–2001 - Waco Wizards 1996–2000 |

## Sieger President’s Cup
- 1997 – El Paso Buzzards
- 1998 – El Paso Buzzards
- 1999 – Shreveport Mudbugs
- 2000 – Shreveport Mudbugs
- 2001 – Shreveport Mudbugs

## Sieger Governor’s Cup
- 1996/97 – New Mexico Scorpions
- 1997/98 – Fort Worth Brahmas
- 1998/99 – Shreveport Mudbugs
- 1999/00 – Central Texas Stampede
- 2000/01 – Tupelo T-Rex